# HOLSTEIN
HOLSTEIN（ホルスタイン）は日本のパンク・ロックバンド。2000年2月結成。2010年4月11日解散。

## メンバー
- Masaru Kuribayashi (栗林大) ボーカル担当
- Tatsuhito Ikeya (池谷龍人) ギター・コーラス担当
  - 元SHACHI、現ATATA
- Dai Torii (鳥居大) ギター・コーラス担当 2007年加入
  - 現RetromaniA、現ATATA
- Masashi Kaneda (金田雅史) ベース担当 2007年加入
  - 元WOUND THIRD PICTURE、元JOURNAL SPY EFFORT、元MIRROR、現ATATA
- Yuyo Nagatsuka (長塚有世) ドラム担当

## 旧メンバー
- Yoichiro Miyake ドラム担当
- Genta Kobayashi (小林厳太) ベース・コーラス担当 2007年6月2日脱退

## 概要
- バンド名はIkeyaとKuribayashiの高校の文化祭バンドの時につけたものを、結成するにあたって、そのまま使用している。IkeyaとKuribayasiのクラスにホルスタインというあだ名の巨乳のクラスメイトがいた。
- ギター2人は従兄弟。

## ミュージックビデオ
| 監督                                   | 曲名                                                     |
| アップダウンクイズ(下田蔵人・上田若朗) | 「Motive」                                               |
| ハマッ子ビデオ                         | 「Gently, the rain sings for me」                        |
| 不明                                   | 「farewell to our memories」「remains(eschatology mix)」 |

## 主な出演イベント
- 2003年08月03日 - 八食サマーフリーライブ 2003
- 2004年02月14日 - JAPAN CIRCUIT -vol.15-
- 2004年08月08日 - 八食サマーフリーライブ 2004
- 2006年07月24日 - 激初期衝動シンポジウムvol.7
- 2006年08月06日 - 八食サマーフリーライブ 2006
- 2006年10月07日 - HAWAIIAN6 & FUCK YOU HEROES presents 1997
- 2006年12月29日 - COUNTDOWN JAPAN 06/07
- 2008年08月03日 - 八食サマーフリーライブ 2008
- 2008年08月30日 - RUSH BALL 2008
- 2009年08月02日 - HAWAIIAN6 & FUCK YOU HEROES presents 1997